# Forsteronia mollis
Forsteronia mollis là một loài thực vật có hoa trong họ La bố ma. Loài này được Rusby mô tả khoa học đầu tiên năm 1893.